# Obsjtina Belovo
Obsjtina Belovo (bulgariska: Община Белово) är en kommun i Bulgarien.   Den ligger i regionen Pazardzjik, i den västra delen av landet, 70 km sydost om huvudstaden Sofia. Antalet invånare är 3 966. Arean är 135 kvadratkilometer.
Terrängen i Obsjtina Belovo är kuperad åt nordost, men åt sydväst är den bergig.
Obsjtina Belovo delas in i:
- Gabrovitsa
- Goljamo Belovo
- Dăbravite
- Menenkjovo
- Momina klisura
- Sestrimo
- Akandzjievo

Följande samhällen finns i Obsjtina Belovo:
- Belovo
- Golyamo Belovo

I omgivningarna runt Obsjtina Belovo växer i huvudsak blandskog. Runt Obsjtina Belovo är det ganska glesbefolkat, med 28 invånare per kvadratkilometer.